# Juan Focher
Juan Focher, también conocido como Jean Focher (fallecido en México, D. F., 1572) fue un teólogo franciscano de origen francés, vinculado a la Escuela franciscana de París y misionero en Nueva España.
Se conocen muy pocos datos de la primera parte de su vida. Sin embargo, visto que más adelante demostrará haber adquirido una sólida formación teológico-jurídica, se puede conjeturar que realizó estudios superiores, probablemente en el antiguo y famoso Studium franciscano de París, que continuaba concediendo títulos académicos. A pesar de su origen, Focher logró inscribirse entre los misioneros de Nueva España, donde ya se encontraba en 1540. Fue profesor en el Colegio de la Santa Cruz de Tlatelolco y debió pasar toda su vida de misionero o la mayor parte de ella en la ciudad de México, D. F.. Aquí, donde finalmente murió.
De todas las obras de Juan Focher la más conocida es su Itinerarium catholicum proficiscentium ad infideles convertendos (Sevilla, 1574), edición póstuma, preparada por fray Diego de Valadés. Se trata de una guía que explica todo lo que el misionero debe saber y practicar para convertir al indio americano y poder convivir con él hecho ya cristiano. El primer mérito de una obra semejante es el de su primado cronológico: «Hasta el presente -advierte el editor Valadés en el prólogo- no ha habido quien se haya propuesto ex professo darnos normas sobre el particular». «En este libro -continúa hablando el editor-, quien tan sólo lo recorriere una vez encontrará expuesto con claridad meridiana, en lenguaje bello y preciso, cuanto, con un orden confuso, acumularon los doctores escolásticos y jurisconsultos sobre la conversión de los infieles».
Según el criterio del editor, la obra se presenta dividida en tres partes. La primera constituye el planteamiento de los principios fundamentales, o seaes decir, de aquellos problemas misionológicos de orden general cuyo conocimiento tenía directa aplicación en Indias: la vocación misionera del apóstol y de la Iglesia, la idoneidad del misionero, los problemas que creaba en Indias la administración del bautismo, el sustento y el envío de los misioneros. En la segunda parte Focher estudia la incardinación de los indios en el cristianismo, lo que le lleva a desarrollar tres temas: el bautismo, el matrimonio y los nuevos cristianos. En la tercera parte Focher aborda los problemas de índole mixta, religiosa y civil, que surgían en los comienzos de la cristiandad indiana: la guerra a los indios, el uso de sus bienes temporales, las reducciones y la administración de los sacramentos. Focher admite que la guerra a los indios, en ciertas condiciones, puede ser justa; en cuanto a las reducciones, las ve también legítimas en orden a una mejor cristianización de los indígenas. Por haber resuelto los problemas americanos a la luz de la ciencia teológica, Jerónimo de Mendieta lo calificó, en su Historia eclesiástica indiana, como «luz de aquella nueva iglesia». Otra de sus obras más estudiada es el Enchiridion baptismi adultorum et matrimonii baptizandorum.